# Biennale von São Paulo

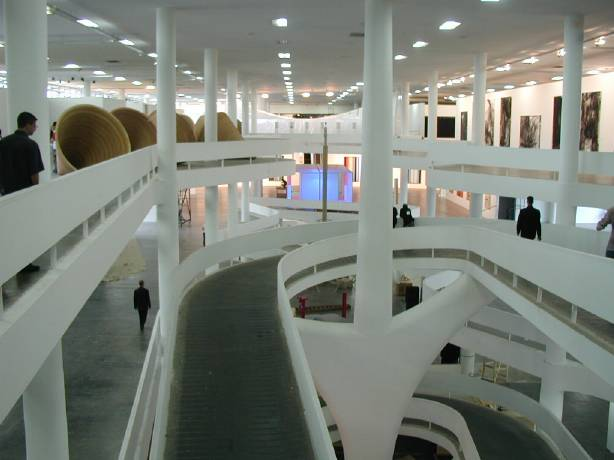
Im Inneren des Ciccillo Matarazzo Pavillon, 2004

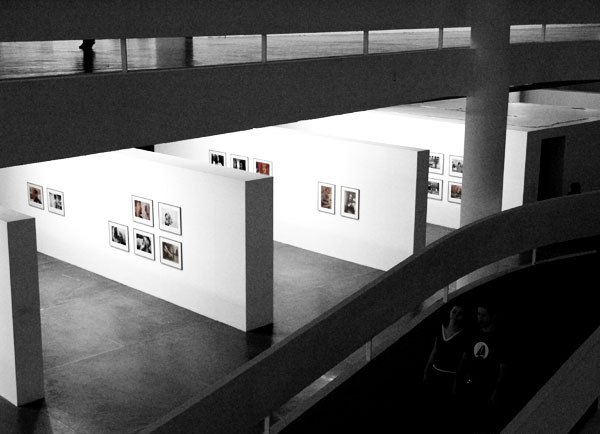
Einblick in die 27. Biennale von São Paulo, 2006

Die Biennale von São Paulo in São Paulo, Brasilien, offiziell portugiesisch Bienal Internacional de Arte de São Paulo, im Plural auch Bienais de São Paulo, kurz: Bienal de São Paulo, englisch auch São Paulo Art Biennial, ist eine seit 1951 veranstaltete Weltkunstausstellung und neben der Biennale von Venedig die zweitgrößte Kunstbiennale der Welt.

## Geschichte
Die Biennale wurde von dem italienisch-brasilianischen Industriellen Ciccillo Matarazzo (eigentlich Francisco Matarazzo Sobrinho, Junior), dem Herrscher über das Firmenimperium Indústrias Reunidas Fábricas Matarazzo (IRFM), gegründet. Seit 1957 findet sie im Ciccillo Matarazzo Pavillon (Pavilhão Ciccillo Matarazzo) im Parque do Ibirapuera statt. Der große Biennale-Pavillon wurde von einem Architektenteam unter der Führung von Oscar Niemeyer und Hélio Uchôa gestaltet und bietet eine Ausstellungsfläche von 30.000 m².
Sie ist die zweitälteste regelmäßige Kunstbiennale der Welt und befindet sich 2011 seit Gründung im 60. Jahr ihres Bestehens. Seit August 2009 besteht eine Partnerschaft mit der Biennale in Venedig.
Getragen und organisiert wird sie durch die Fundação Bienal de São Paulo.
Auf der São Paulo Biennale wird sowohl brasilianische wie internationale Kunst gezeigt. Wie in Venedig gibt es sowohl Länderkuratoren wie eine Ausstellung, zu der zentral eingeladen wird. Die Biennale von São Paulo zählt zu den bedeutendsten Kunstausstellungen des Landes und ist international anerkannt. Da der Eintritt kostenlos ist, werden regelmäßig enorme Besucherzahlen erreicht.
Für die Geschichte der Biennale zeichnet das Arquivo Histórico Wanda Svevo unter der derzeitigen Leitung von Adriana Villela verantwortlich.

## Die Biennalen

### 1. Biennale 1951
Kunsthistorisch erwähnenswert ist die Verleihung eines Grafikpreises an Tetsuro Komai für eine Radierung und Saitō Kiyoshi (1907–1997) für einen Holzschnitt, die der Sōsaku-hanga-Bewegung zum internationalen Durchbruch verhalf.

### 2. Biennale 1953
Auf der zweiten Biennale von São Paulo gab es eine Sonderschau Paul Klee. 65 Arbeiten aus seinem Œuvre wurden im Deutschen Pavillon gezeigt. Weitere beteiligte Deutsche Künstler waren: Hubert Berke, Joseph Fassbender, Arnold Fiedler, Gerhard Fietz, Werner Heldt, Carl Hofer, Heinz Trökes, Ernest Weiers, Conrad Westphal, Georg Brenninger, Bernhard Heiliger, Otto Pankok und Rolf Nesch.

### 3. Biennale 1955
Den Ersten Preis in der Kategorie Druck erhielt der Japaner Shikō Munakata für seine Werke Zwei Bodhisattva und Zehn große Jünger des Shaka und Drei Frauen aufsteigend, Drei Frauen absinkend.

### 5. Biennale 1959
Auf der fünften Biennale war Deutschland mit Künstlern der Brücke wie Erich Heckel, Ernst Ludwig Kirchner, Otto Mueller, und Karl Schmidt-Rottluff sowie Emil Nolde vertreten. Das Werk Karl Hartungs war mit über vierzig Werken am stärksten vertreten. Weitere Künstler aus Deutschland waren Hermann Bachmann, Hubert Berke, Manfred Bluth, Joseph Fassbender, Rupprecht Geiger, Karl Hartung, Ernst Wilhelm Nay, Hans Platschek, Emil Schumacher, K.R.H. Sonderborg, Fred Thieler, Hann Trier, Heinz Trökes und Gerhard Wind.

### 7. Biennale 1963
Zur 7. Biennale war bereits zum zweiten Mal Werner Schmalenbach als deutscher Kommissar verantwortlich für die Auswahl der Künstler und ihre Präsentation. Schmalenbach hatte sich bewusst auf wenige Künstler konzentriert und präsentierte Emil Nolde als modernen Klassiker in einem Sonderraum. Als Vertreter der zeitgenössischen Malerei wählte er K.R.H. Sonderborg und Emil Schumacher.

### 9. Biennale 1967

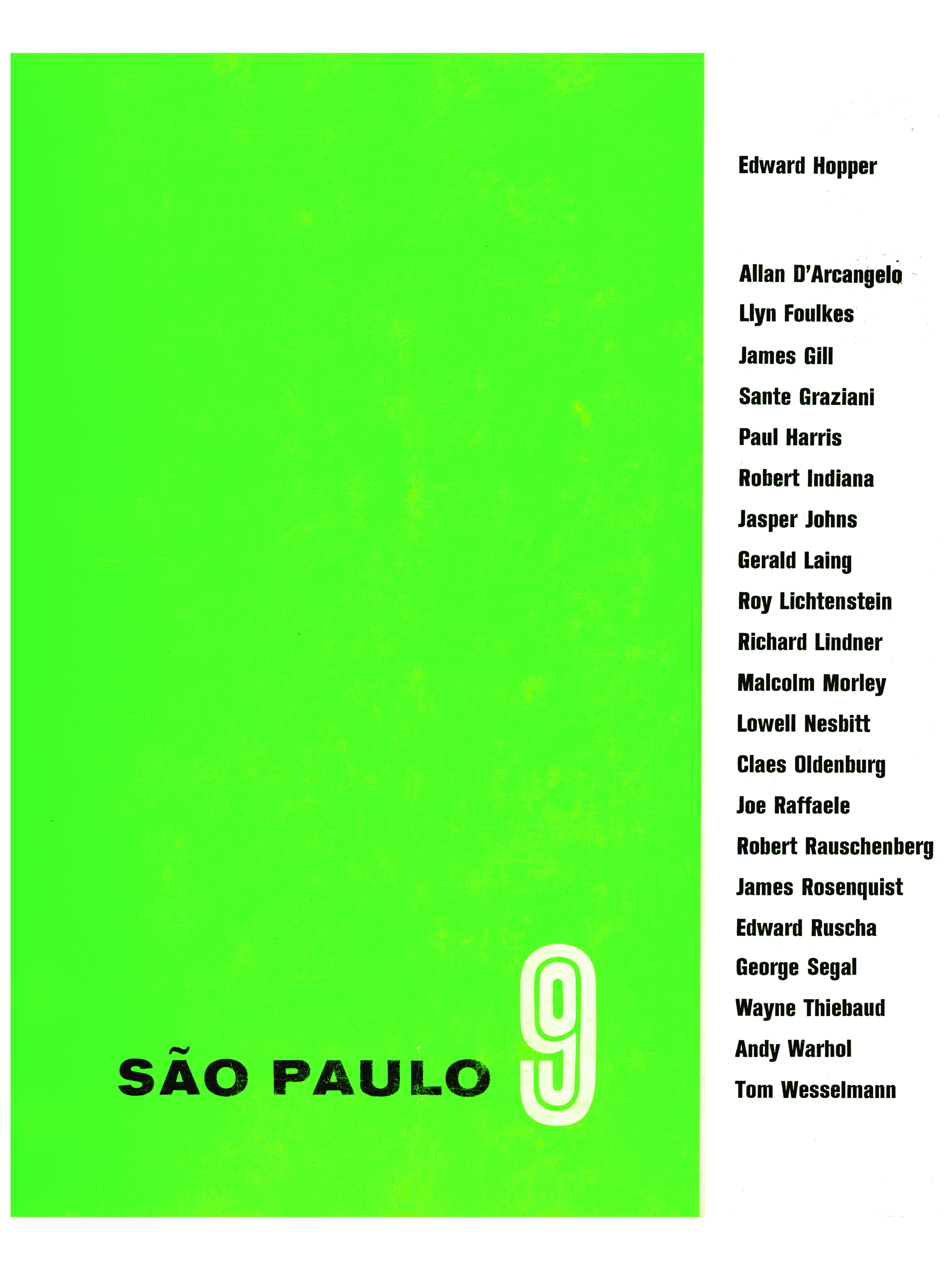
São Paulo 9 (1967)

In der als „São Paulo 9“ bezeichneten Ausstellung von 1967 waren bedeutende Künstler aus der Anfangszeit der US-amerikanischen Pop Art vertreten, wie z. B. Edward Hopper, James Gill und Andy Warhol.

### 13. Biennale 1975
Die 13. Biennale fand vom 17. Oktober bis 15. Dezember 1975 unter Beteiligung von 42 Ländern statt. Deutschland wurde vertreten durch Georg Baselitz und Sigmar Polke, Österreich durch Cornelius Kolig, Gotthard Muhr und Hans Staudacher.

### 25. Biennale 2002
Die 25. Biennale fand vom 23. März bis 2. Juni 2002 statt. Die Gruppe monochrom erschuf einen fiktiven Künstler namens Georg Paul Thomann und sandte ihn als offiziellen Vertreter Österreichs auf die Biennale.

### 26. Biennale 2004
Bei der von 25. September bis 19. Dezember 2004 dauernden Biennale war Österreich durch Leo Schatzl mit dem Projekt Autorotation vertreten, welches in Kooperation mit David Moises und Severin Hofmann durchgeführt wurde.

### 29. Biennale 2010

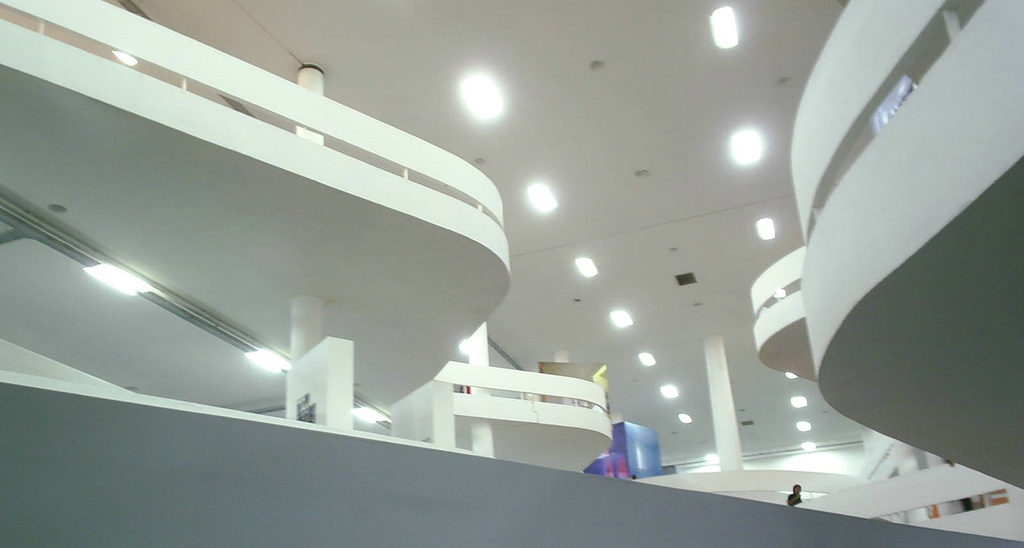
Das Innere des Pavillons im typischen Niemeyer-Stil

Die 29. Biennale fand vom 25. September bis 12. Dezember 2010 unter der Hauptkuratierung von Moacir dos Anjos und Agnaldo Farias statt. Insgesamt stellten rund 160 weltweit bekannte Künstler aus.
Deutsche Beteiligungen
|  |  |  |  | - Maria Thereza Alves - Andrea Büttner - Filipa César - Tacita Dean - Harun Farocki | - Simon Fujiwara - Isa Genzken - Andrea Geyer - Gustav Metzger - Manfred Pernice | - Susan Philipsz - Adrian Piper - Anri Sala - Yoel Vazquez - Gabriel Acevedo Velarde |

Schweizer Beteiligung
- Mira Schendel

## Architekturbiennale
Seit 1973 wird neben der Kunstbiennale im Biennale-Pavillon auch die Internationale Architekturbiennale von São Paulo (portugiesisch Bienal Internacional de Arquitetura e Design, kurz: BIA); englisch auch Sao Paulo International Biennial of Architecture, veranstaltet. Nach 1973 erfolgte bis zur zweiten Ausstellung 1993 eine lange Unterbrechung, die dritte fand 1997 statt und erst ab 2001 ist sie im regelmäßigen Zweijahresrhythmus.
Eine offizielle Beteiligung Deutschlands wurde erst zur sechsten Biennale 2005 eingerichtet. Die 7. BIA 2007 stand unter dem Motto Ready for Take-Off. Der deutsche Beitrag wurde von Peter Cachola Schmal kuratiert und anschließend 2008 im Deutschen Architekturmuseum Frankfurt gezeigt. Den österreichischen Beitrag bestritt die Gruppe feld72. Die 8. BIA 2009 hatte das Motto: Ecos Urbanos - Urbane Echos.